# Арабський чай

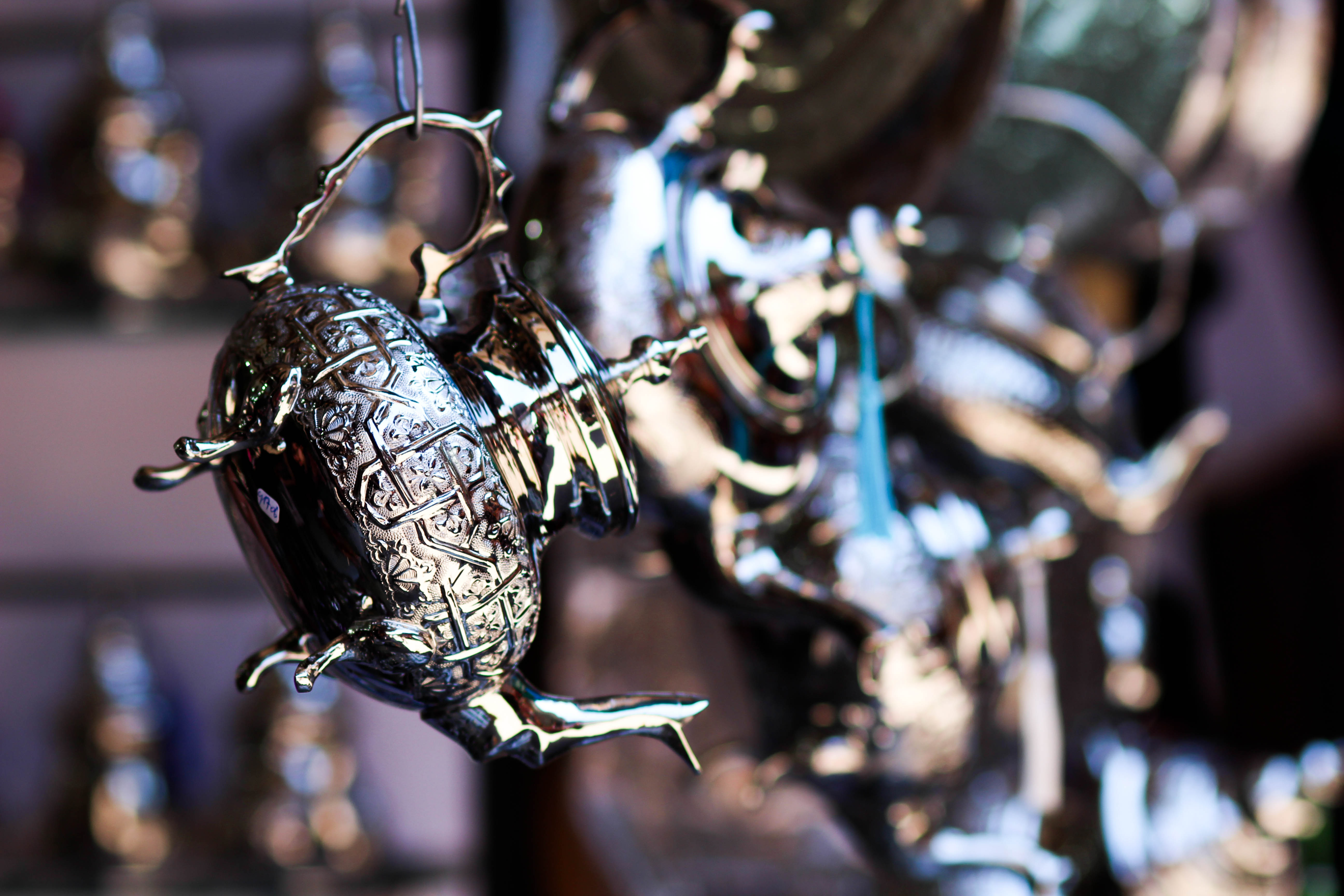
Арабський чайник в Марокко

Арабський чай (араб. شاي عربي, трансліт. šāy ʿarabiyy, (вимовляється shay [ʃæiː] ( прослухати), це сорт гарячого чаю, популярний в арабському світі. Його зазвичай подають гостям і діловим партнерам на зустрічах і світських заходах, і його пили араби протягом століть.

## Арабське суспільство
Чай є важливим напоєм в арабському світі, його зазвичай подають на сніданок, після обіду та на вечерю. Для арабів чай означає гостинність і зазвичай його подають гостям. Своєю популярністю чай завдячує своїй соціальній природі; це один із найважливіших аспектів гостинності та ділового етикету в арабській культурі. Головне, не варто відмовлятися від чаю, коли пропонують, бо це можуть вважати неввічливим.

## Різновиди
Існує багато різних видів арабського чаю:

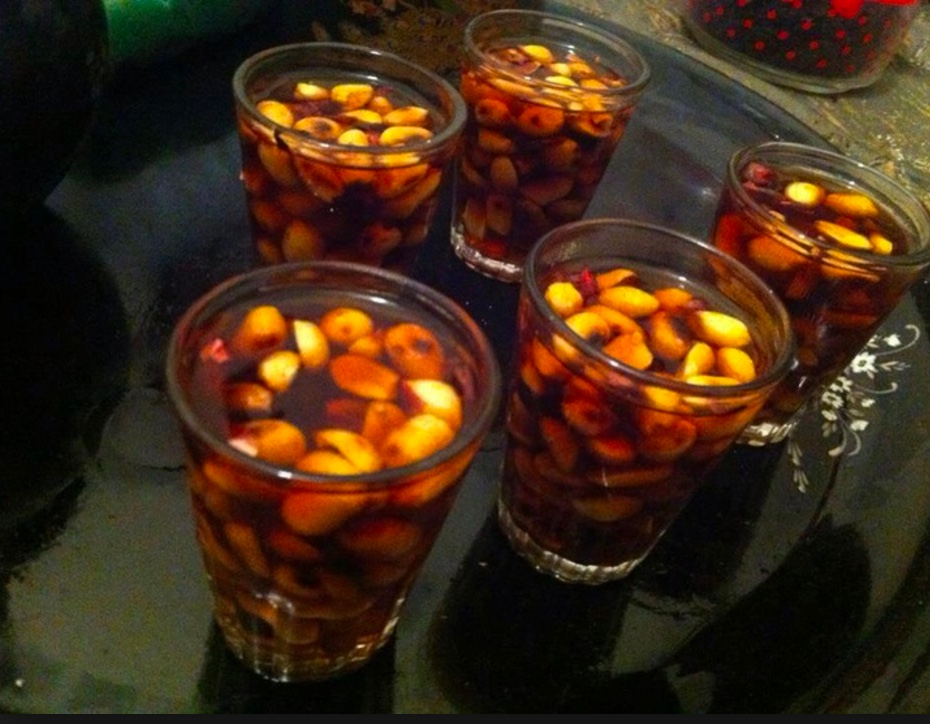
Арабський чай по-лівійськи з арахісом

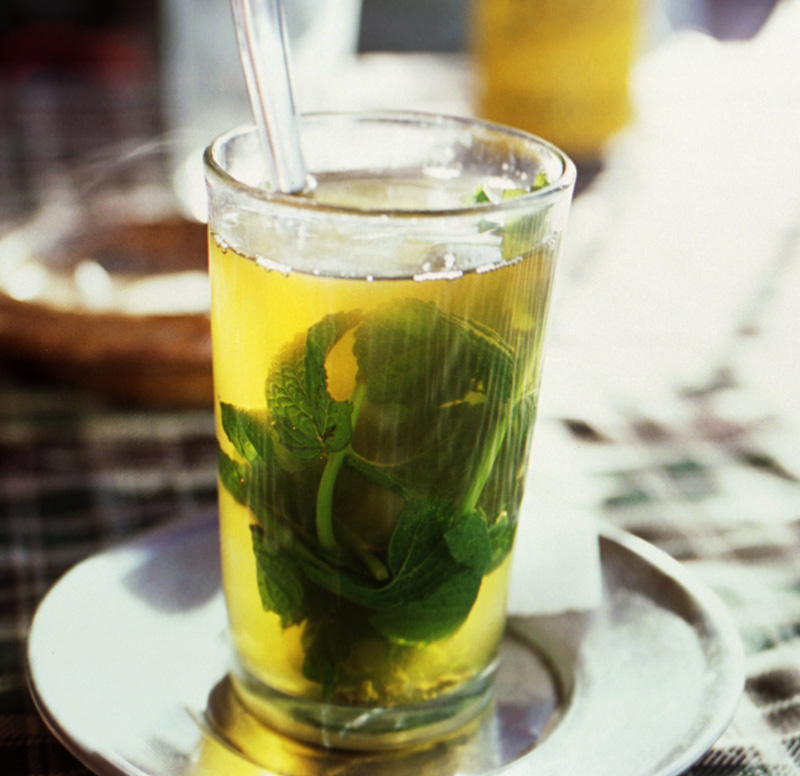
М'ятний чай Магрибі в Марокко

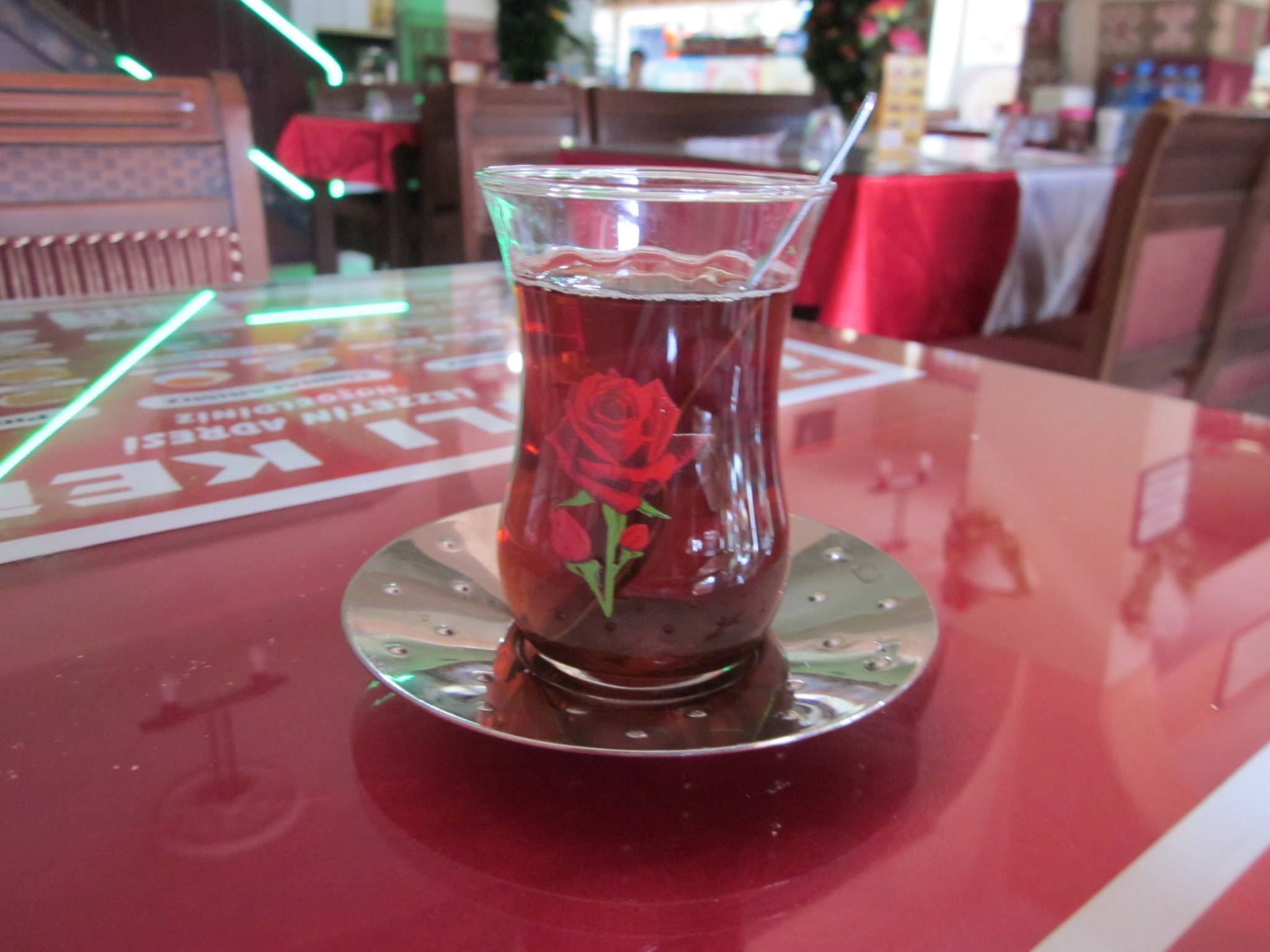
Чорний чай у Тунісі

- Шавлія (араб. مريمية, трансліт. maramia) Чай зазвичай подають після їжі, щоб допомогти травленню та усунути гази чи печію. Він має виразний смак і, якщо заварювати його без чорного чаю, не містить кофеїну. Домашнє висушене листя шавлії вважається найкращим для приготування арабського чаю з шавлії[3].
- Ромашка (араб. بابونج, трансліт. bābūnaj) чай готується шляхом заварювання сухих квітів ромашки і має багато переваг для здоров'я, зокрема зменшує стрес і тривогу, полегшує біль і дискомфорт, а також покращує сон і безсоння[4].
- Аніс (араб. يانسون, трансліт. yānsūn) чай добре відомий протягом сотень років[5].
- Чебрець (араб. زعتر, трансліт. zaʿtar) чай покращує пам'ять і очищає шлунок. Багатий антиоксидантами, цей чай також корисний для запобігання старінню зсередини[6].
- Кардамон (араб. هال, трансліт. hāl) чай дуже поширений в арабському світі й відомий своїм сильним ароматом. Його іноді змішують з кавою, і кажуть, що він допомагає травленню та посилює виділення слини. Його п'ють перед їжею для підготовки травних ферментів. Незважаючи на те, що кардамон є однією з найдорожчих спецій у світі, кардамон все ще збирають в основному вручну для багатьох арабських споживачів.
- М'ятний чай Магрибу (at-tāy): (араб. الشاي, трансліт. aš-šāy ; Магрибська арабська : التاي</link> at-tāy) — зелений чай, який готують із листя м'яти кучерявої та цукру, традиційний для регіону Магрибу (північно-західні африканські країни Марокко, Алжир, Туніс, Лівія та Мавританія). Спочатку чай з'явився завдяки англійським торговцям і став популярним по всій Африці, Франції та інших сусідніх країнах. Відома своїм смаком і життєвою силою, свіжа м'ята, яка використовується для приготування at-tāy, допомагає очистити смак після їжі.[7]
- М'ятний чай (араб. شاي بالنعناع, трансліт. šāy bi-l-naʿnāʿ) зазвичай використовується для лікування застуди, болю в горлі, закладеності пазух і виразки шлунка. Сезонну алергію також можна лікувати, випиваючи чашки чаю, що містить розмаринову кислоту: протизапальний засіб, який міститься в м'яті.
- Чорний чай (араб. شاي أحمر, трансліт. šāy ʾaḥmar, дос. «red tea») є найпоширенішим[8].
- Гібіскус (араб. كركديه, трансліт. karkadayya) взимку чай п'ють гарячим, а влітку — холодним. Чай з гібіскусу містить велику кількість вітаміну С.
- Чай з корицею або кувейтський чай (араб. شاي بالقرفة, трансліт. šāy bi-l-qirfah) створюється шляхом поміщення води в бойлер разом з паличками кориці та цукром. Чай з корицею містить багато переваг для здоров'я, таких як стійкість до бактерій, лікування діабету, захист від хвороб серця та профілактика розладів товстої кишки, а також містить багато антиоксидантних сполук[9].
- Чай із сушених лаймів (араб. شاي لومي, трансліт. šāy lūmiyy), також відомий як чай нумі басра, чай нумі басра або чай лумі, — це різновид трав'яного чаю з висушених лаймів, традиційного для Іраку, Кувейту, Оману та Об'єднаних Арабських Еміратів.

## Подача
Чай в арабському світі зазвичай є міцною темною сумішшю, схожою на так званий «чай на сніданок» («breakfast tea»), який подають в інших частинах світу. Його часто варять із цукром і подають у довгих келихах, його також можна приготувати з м'ятою чи кардамоном або з невеликою кількістю молока. У Ємені чорний чай заварюють у воді та молоці.